# Fayenza

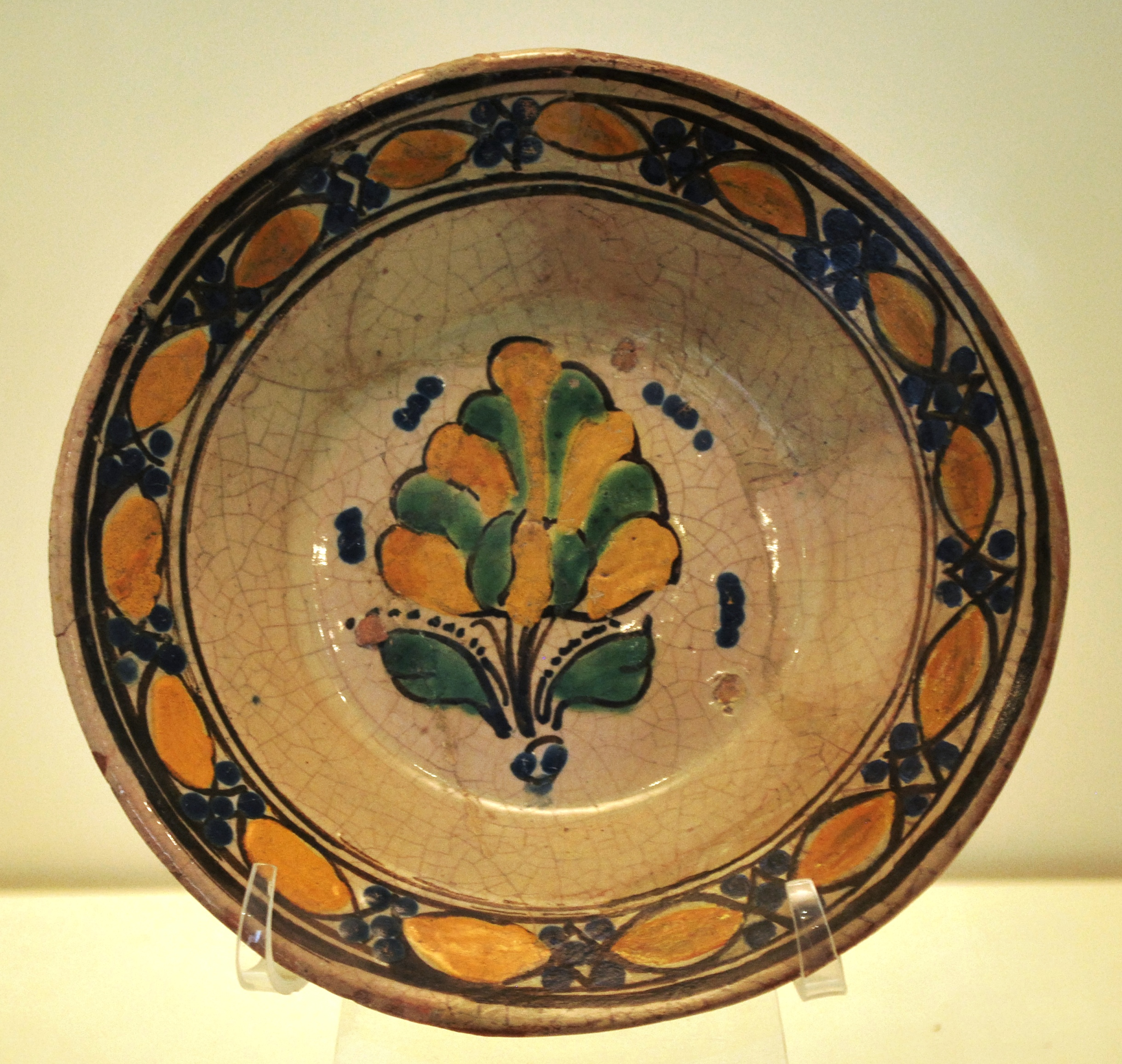
Plato de fayenza mexicana del siglo xvii, producción de Talavera de Puebla conservada en el Museo de Artes Populares de México.

Fayenza, en el campo de la cerámica vidriada artesanal tradicional, es una de las denominaciones que reciben diversos tipos de loza fina (conseguida con una mezcla arcillo-silícea) cocida entre los 1000 °C y los 1300 °C, que posteriormente se cubre con esmalte opaco mezclando plomo y estaño. En algunos diccionarios de arte y arqueología se considera sinónimo de mayólica. Por su parte, el teórico de la cerámica John Gale, recoge el uso moderno del término fayenza para designar planchas y bloques cerámicos aplicados a la decoración arquitectónica, junto a otros términos de moderna acuñación como cerámica fina («fine ceramics», «ceramica fine», «céramique fine», «feinkeramik»).
El origen de su nombre es Faenza, ciudad italiana que desarrolló a partir del Renacimiento este tipo de mayólica, con esmalte blanco de base y decoración sobria y sencilla, técnica que en arqueología se ha relacionado con ciertas piezas de cerámica del Antiguo Egipto que representaban pequeñas estatuas, amuletos, y otros motivos decorativos. En general, agrupa todo aquel tipo de cerámica esmaltada y barnizada, más finos que la loza vulgar, sin la transparencia de la porcelana.
Según John Fleming y Hugh Honour (Diccionario de las artes decorativas, 1987) la fayenza es el nombre que se aplica a la loza estannífera fuera de Italia, mientras que en Italia se la denomina mayólica. El término derivaría de Faenza a través del francés faïence.

## Fayenzas y mayólicas
La mayólica, así conocida por atribuirse su procedencia al comercio de la isla de Mallorca, designa desde mediados del siglo xx cualquier tipo de loza decorada hecha con un esmalte opaco. Así la definen Guillem y Guillem, explicando que la temperatura de cocción para su fabricación es «comparativamente baja», es decir entre 900 y 1050 °C.

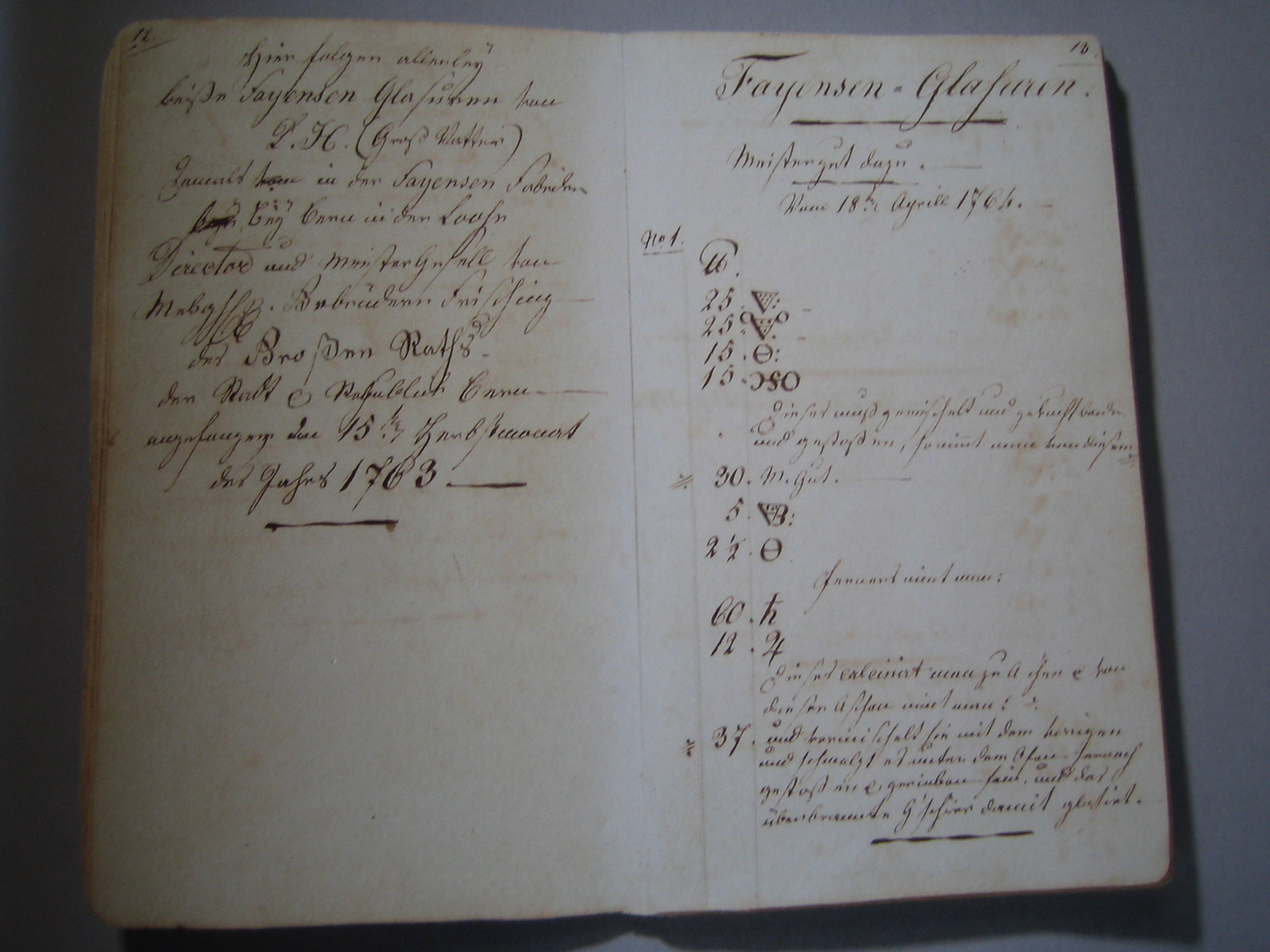
Un libro de recetas para esmaltes y pinturas de fayenza alemana de Daniel Hermann, durante su estancia en la fábrica «Fayence Frisching» (copia hacia 1861 de su nieto del mismo nombre)

El mismo estudio de terminología cerámica anota que el término alemán «Majolika se refiere más bien a una loza cuyo tiesto tiene un color crema, poroso, cubierto con un esmalte opaco coloreado o blanco, pero al que también se puede aplicar un engobe coloreado bajo una cubierta plumbífera transparente o un esmalte transparente coloreado.» Siguiendo el juego de las denominaciones en el contexto de la cerámica en Alemania, a las piezas «con un bizcocho
poroso coloreado, hecho de arcillas ferruginosas y muy calcáreas, cubierto por un esmalte estannífero», se las llama fayence. Por su parte, los franceses aplican el término majolique a la alfarería italiana del Renacimiento «esmaltada al estaño», y el término faïence para todo tipo de cacharrería de loza fabricada en la actualidad. Finalmente, anotan Guillem y Guillem, que en Italia, faenza designa los «productos de tiesto poroso y coloreado cubierto por un engobe y/o un esmalte», y que cuando el vidriado es opaco y
blanco, se denomina maiolica.
En este innecesariamente complicado y confuso baile de terminologías, se pueden añadir, en relación con las “denominaciones de faienza o fayenza”, otros ejemplos como la «crockery» británica (a partir de los productos popularizados por Josiah Wedgwood), que aglutina vajillas domésticas de cerámica del tipo mayólica (material opaco, poroso y esmaltado), parejo a lo que Dodd considera «un término popular de la vajilla» y Bannon una «forma gruesa de alfarería opaca porosa a menudo cocida a bajo fuego». El estudio de los Guillem explica que «crockery» es lo mismo que en Francia se llama «faïence de table», equivalente en España a la tradicional «cacharrería para cocina».
Las principales fábricas europeas de fayenza estaban en Alcora, Ansbach, Arnhem, Bayreuth, Berlín, Estrasburgo, Fráncfort, Fulda, Hamburgo, Hanau, Höchst, Künersberg, Lunéville, Lyon, Marieberg, Marsella, Moustiers, Niderviller, Nevers, Ruan y Talavera.

## “Fayenza” egipcia

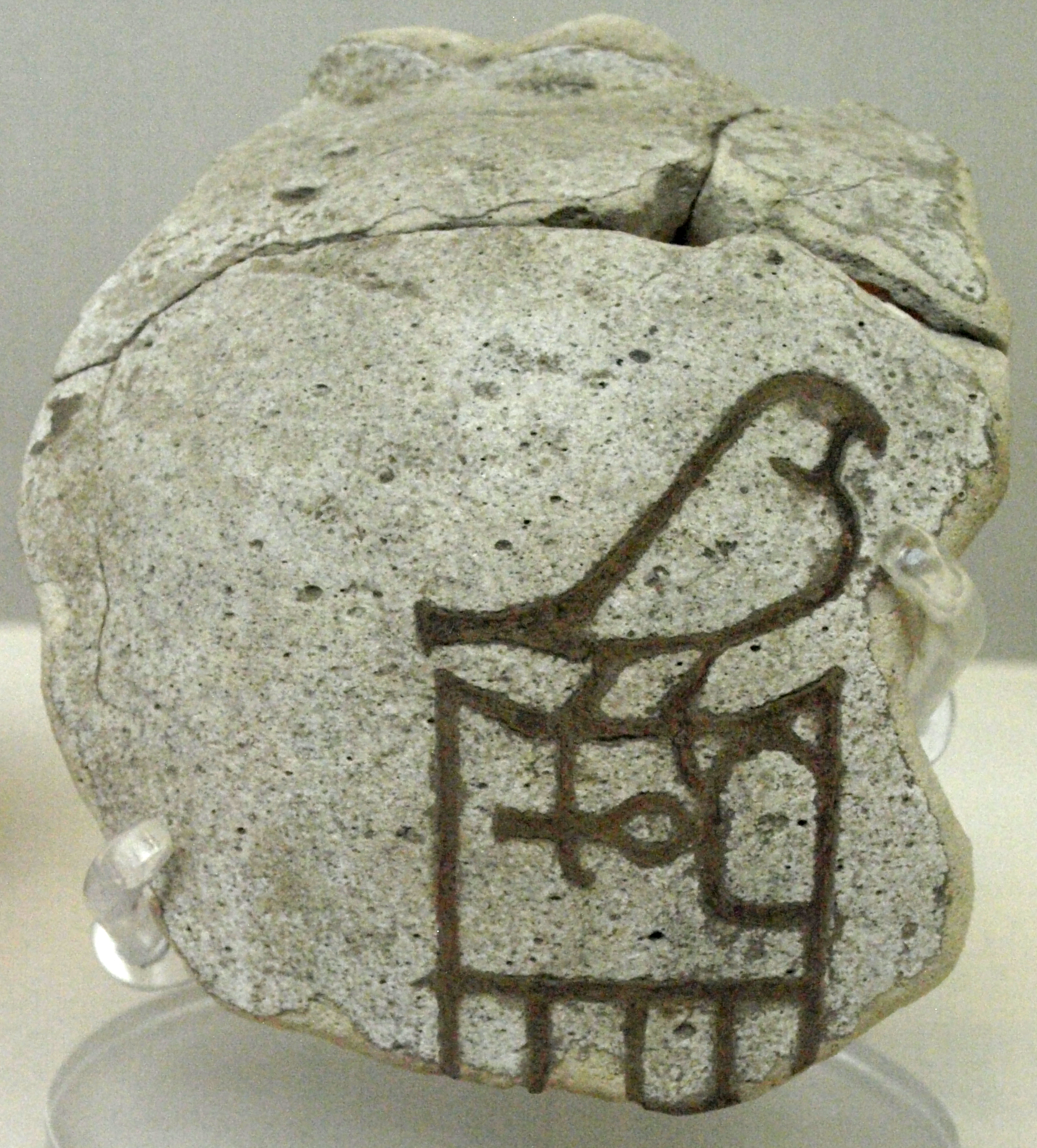
Fragmento de vasija de “fayenza egipcia”, con el nombre de Horus de Aha, segundo faraón de la dinastía I de Egipto, c. 3007-2975 a. C.; en el Museo Británico.

Las llamadas “fayenzas” egipcias, (alfarería primitiva con acabado vítreo del tipo fayenza), son un conjunto de pastas vidriadas, de reconocida importancia arqueológica en el campo de la cerámica antigua. Forman un ajuar bastante diverso de objetos hechos «de un cuerpo sinterizado de cuarzo acoplado con una superficie de vidriado alcalino». La producción recogida incluye cuentas, amuletos, estatuillas y otros objetos pequeños.
Se considera una técnica de origen mesopotámico o iraní, ca.4500 a. C., que en Egipto se localiza ya en los restos de cerámica vidriada en tumbas del periodo predinástico de Egipto, en las culturas Naqada (3500-3200 a. C.) y que continuó hasta mediados de siglo vii. Los análisis revelan que esta cerámica se obtenía partiendo de una pasta elaborada con arena o cuarzo granuloso que, previamente, era mezclado con un material aglutinante de tipo alcalino como el natrón; después, la pasta se calentaba en un horno, donde el componente sódico de dicha mezcla se concentraba en la parte exterior, obteniéndose una pieza con acabado vítreo superficial. Los colores más frecuentes: azul celeste, azul verdoso y ocres, se obtenían aplicando pigmentos de cobre, hierro, cobalto o manganeso.

## Ejemplos

Ejemplos de fayenzas o mayólicas en las lozas del litoral mediterráneo
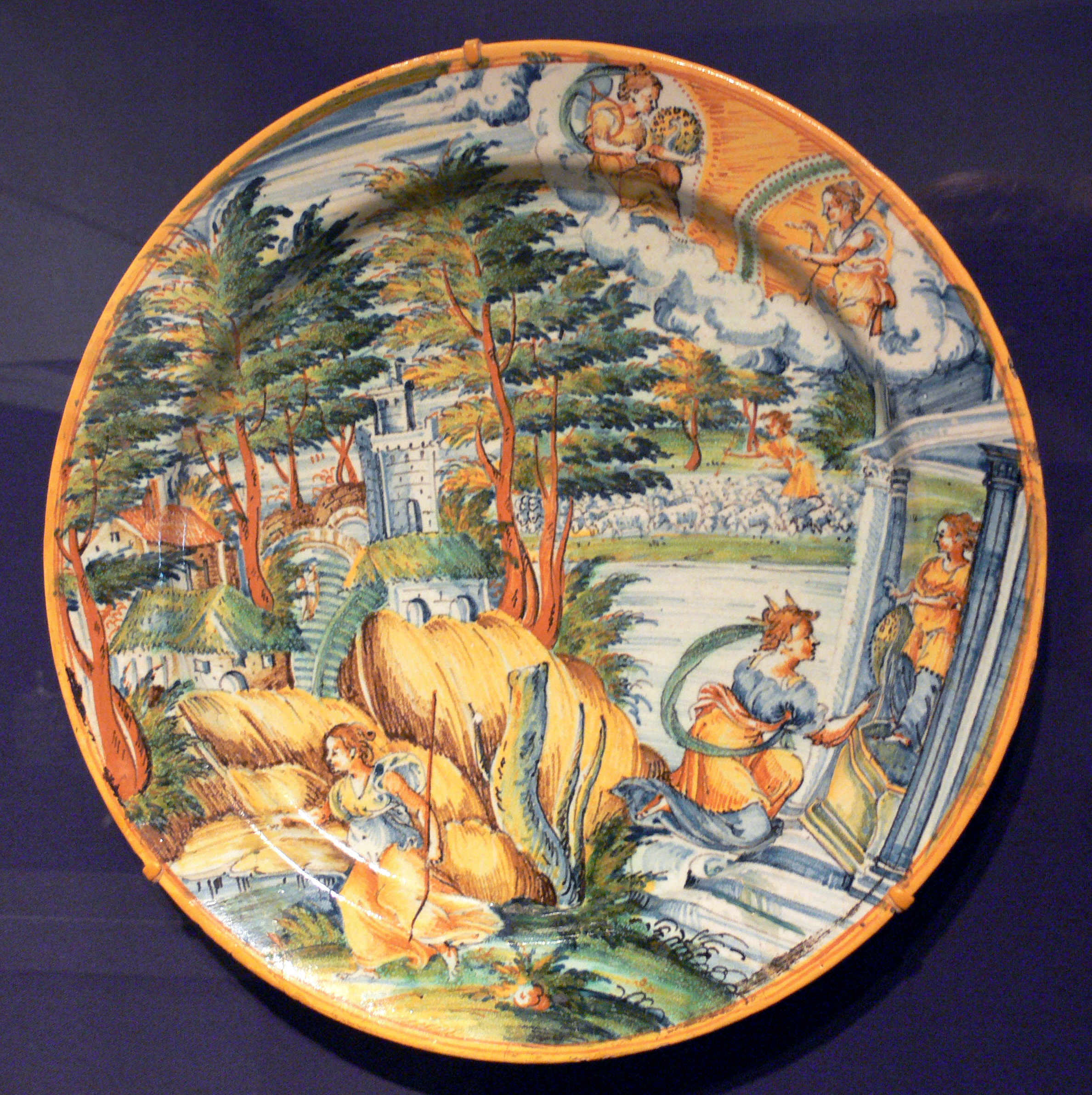
Plato «ataifor» de Faenza (hacia 1555). Museo de Arte de Dallas, Texas.
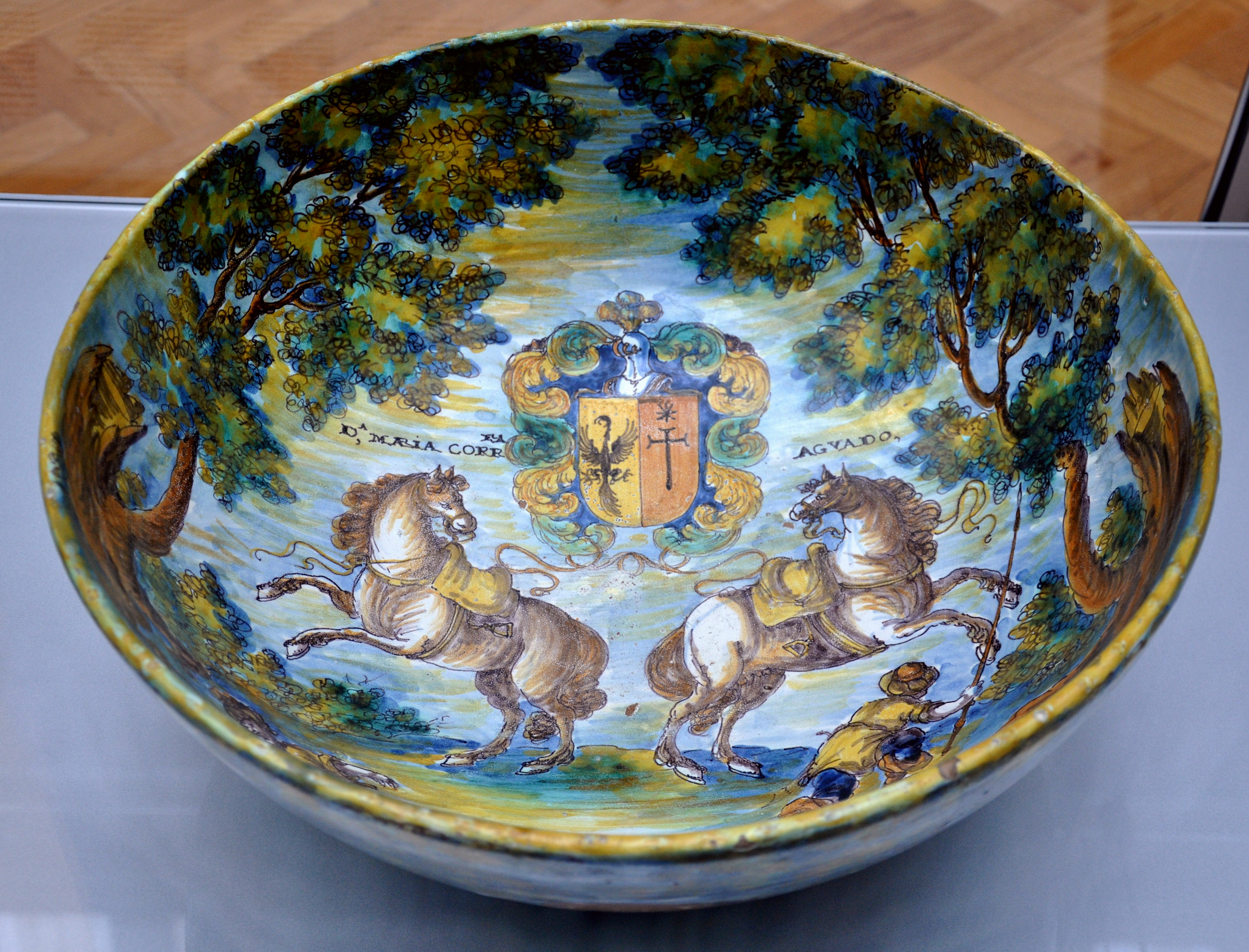
Plato de loza de Talavera de la Reina (hacia 1700). Museo Victoria y Alberto (Londres).
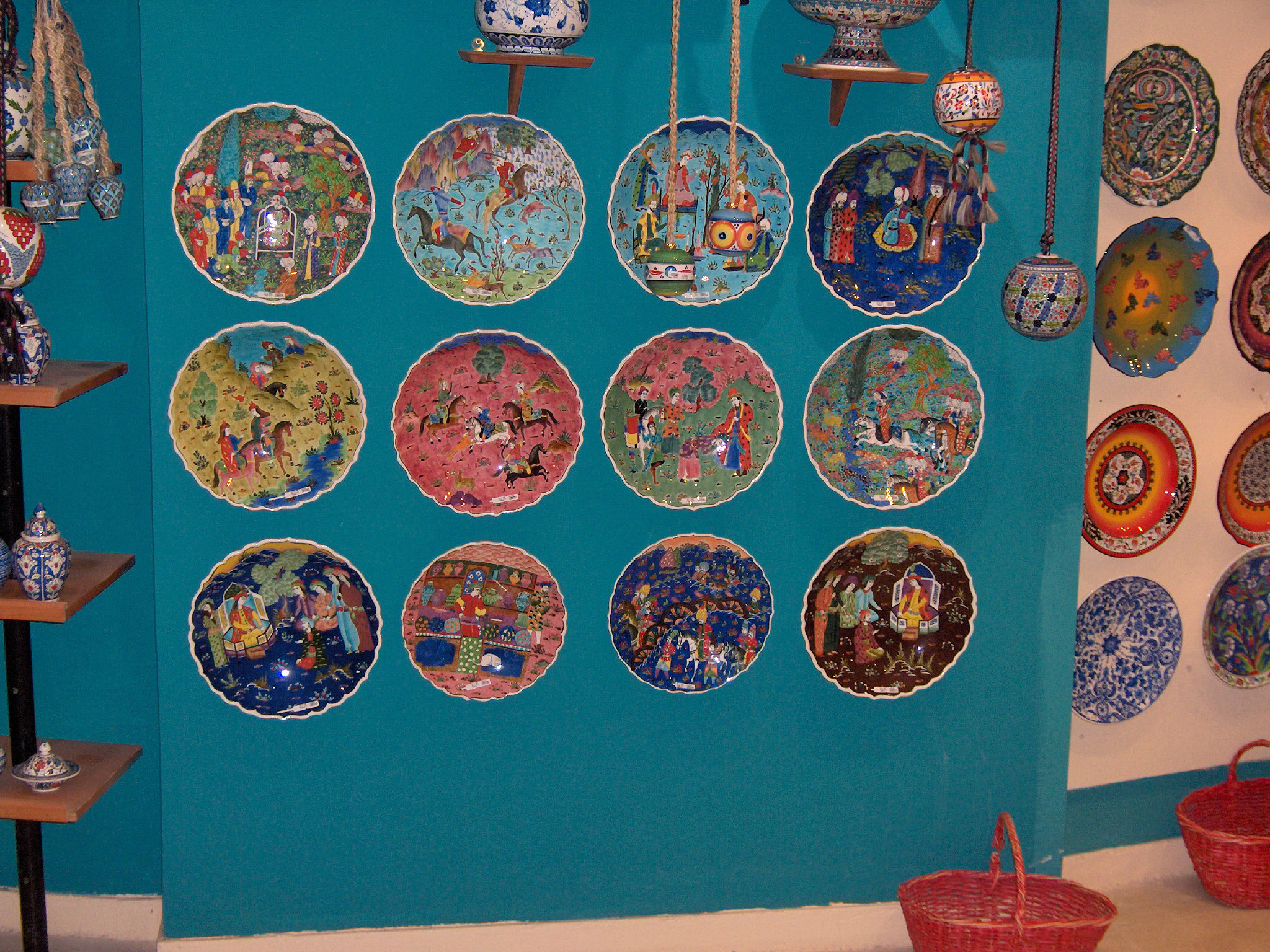
Lozas de Göreme, Turquía.